# Toti Soler
Toti Soler est un guitariste catalan, né le 7 juin 1949 à Vilassar de Dalt dans la province de Barcelone.

## Biographie
Il suit une formation à la guitare classique au Conservatoire de musique de Barcelone en 1965, puis au Spanish Guitar Centre à Londres, en 1969. Il participe au groupe Om, puis au cours des années 1970 élargit sa palette au contact du blues-man américain Taj Mahal et du guitariste flamenco Diego del Gastor.
Soler accompagne le chanteur Léo Ferré sur scène au Palau de la Música Catalana de Barcelone en 1978, et sur la place de la Cathédrale en 1985. Ferré le sollicite aussi pour l'enregistrement de son triple-album L'Imaginaire (1982).
Au début des années 1990, Soler approfondit et perfectionne sa technique flamenca à Séville avec le maître José Manuel Roldán, en même temps qu'il accède à la reconnaissance dans son pays en tant que compositeur et interprète.
En 1996, il participe au VIIe Festival de guitare de Barcelone, où il offre son premier récital en tant que guitariste classique, consacré à Jean-Sébastien Bach.
Il reçoit cette même année le Prix du Meilleur disque catalan de l'année pour l'album Lydda (1994).
En 2000, Toti Soler enregistre l'album Cançons (19 chansons sur des poésies de grands poètes catalans contemporains), qui obtient de nombreuses récompenses en Espagne.

## Distinctions
- En 2005, il reçoit le Prix national de musique de Catalogne.
- En 2006, Soler est décoré de la Creu de Sant Jordi par la Generalitat de Catalunya.

## Discographie sélective
- Liebeslied (1972)
- El gat blanc (1973)
- Desdesig (1977)
- Lydda (1994)
- Cançons (2000)
- Vita Nueva (2002)